# Jacó Dois-Dois
Jacó Dois Dois (em Portugal Jacob Dois Dois) é um série de desenho animado canadense produzida pela Nelvana e 9 Story Entertainment e exibida pela YTV de 7 de setembro de 2003 a 3 de setembro de 2006 é o mais novo de cinco irmãos, precisando dizer tudo duas vezes para ser ouvido pelos outros, dois adolescentes chatos e duas pestes, sempre se mtendo em encrencas e aventuras e se saindo bem delas, e ainda arrumando tempo para cantarolar o "Hino À Alegria" de Beethoven - enfim, um "ardil 22" diferente, onde todo mundo sai ganhando.
No Brasil, estreou em 9 de maio de 2004 pelo Cartoon Network, sendo exibido até o início de 2006, quando foi transferido para o Boomerang, após a estreia da era infanto-juvenil do canal. O desenho também chegou a ser exibido pelo Canal Futura e os primeiros episódios da série chegaram a ser lançados em DVD e VHS pela Vídeo Brinquedo (sob o selo da Spot Filmes). Em Portugal deu no Canal Panda.

## História
Jacó é o menor de cinco irmãos, para ser ouvido pelas pessoas costuma repetir as palavras duas vezes, daí o apelido Jacó Dois Dois, ele toca piano e joga no time de hóquei de sua escola, vive sendo perturbado pelo diretor Pança Gulosa (diretor de sua escola), e por Leo Louse (pronuncia-se Léo Lause) e Senhorita Azedina (sua professora) e para isso conta com a ajuda de seus melhores amigos Buford e Renée, e às vezes com seus irmãos e outros personagens. Sua vida se passa na cidade de Montreal, no Canadá. Jacob entra ao longo da história nas mais variadas encrencas, e desafios.

## Personagens
Jacó Dois Dois: Jacó é o menor de cinco irmãos e ainda conta com a ajuda de seus melhores amigos Beuford e Renée, e às vezes com seus irmãos e outros personagens.
Beulford Orville Gaylord Pugh: Ele é estranho e tem um nome estranho (inteiro).
Renée: Descendente de franceses, é fera no skate, principal jogadora de hóquei do time.
Diretor Pança Gulosa: É como se fosse um vilão, vive querendo tirar dinheiro e privilégios dos alunos para se auto-favorecer, ele é muito egocêntrico (só liga para si mesmo)
Leo Louse: O zelador da escola e uma espécie de capanga e ajudante do diretor em suas faucatruas. No episódio "O Cozinheiro Encrenqueiro" foi cozinheiro da escola e em "A Figurinha da Sorte" foi o treinador do time da escola.